# Jules Guiguet
 (octobre 2015).
Si vous disposez d'ouvrages ou d'articles de référence ou si vous connaissez des sites web de qualité traitant du thème abordé ici, merci de compléter l'article en donnant les références utiles à sa vérifiabilité et en les liant à la section « Notes et références ».
Pour les articles homonymes, voir Guiguet.
Jules Guiguet, né le 11 novembre 1861 à Corbelin (Isère) et mort le 15 juillet 1912 à Claix (Isère), est un ébéniste et sculpteur sur bois français.
Frère du peintre François Guiguet, il est élève à l'École nationale supérieure des beaux-arts de Lyon. Il se distingue comme lauréat du concours d'Art et Décoration de la Chambre de Commerce en 1885. En 1890, il crée sa maison d'ameublement d'art à Grenoble, avenue Alsace-Lorraine. Sculpteur reconnu, on lui doit notamment la décoration de la pâtisserie Pelloux-Prayer à Aix-les-Bains.